# Andrea Caldarelli
 (avril 2016).
Andrea Caldarelli, né le 14 février 1990 à Pescara, dans les Abruzzes, est un pilote automobile italien.

## Carrière automobile
- 2000-2003 : Karting
- 2005 : Formule Azzurra, 4e (1 victoire)
- 2006 : Championnat d'Italie de Formule Renault, 14e
- 2007 : Championnat d'Italie de Formule Renault, 12e
  - Eurocup Formule Renault, 24e
- 2008 : Formule Renault 2.0 NEC, 3e (3 victoires)
  - Eurocup Formule Renault, 3e
- 2009 : Formule 3 Euro Series, 14e
  - Masters de Formule 3, 23e
- 2010 : Championnat d'Italie de Formule 3, 3e (3 victoires)
- 2011 : GP3 Series, 10e
  - GP2 Asia Series, 21e
  - Formula Nippon, 16e
- 2012 : Super GT, 13e
- 2013 : Super GT, 8e
  - Super Formula, 13e
- 2014 : Super GT, 2e (1 victoire)
  - Super Formula, 12e
- 2015 : Super GT, 5e (2 victoires)
  - Super Formula, 14e
- 2016 : Super GT, 2e
- 2017 : Super GT, 3e
  - Blancpain GT World Challenge, 13e
- 2018 : Blancpain GT World Challenge, 9e
- 2019 : Blancpain GT World Challenge, Champion (2 victoires)